# Calciatori - Giovani speranze
Calciatori - Giovani speranze è un docu-reality italiano prodotto da Stand by Me e trasmesso in due stagioni nel 2012 e 2013 da MTV; segue le vicende della squadra primavera della Fiorentina nei campionati di categoria 2011-12 e 2012-13.

## Il programma
La prima stagione, registrata durante il girone di ritorno del campionato primavera 2011-12, ha seguito le vicende di dieci giovani calciatori della Fiorentina di età compresa tra i 16 ed i 17 anni: Leonardo Capezzi, Lorenzo Di Curzio, Alan Empereur, Roberto Franca Everton, Alberto Rosa Gastaldo, Cedric Gondo, Axel Gulin, Luca Lezzerini, Saverio Madrigali, Giacomo Ruggeri, Leonardo Costanzo e Andy Bangu. Altri calciatori della Primavera viola sono invece apparsi soltanto come calciatori durante l'attività agonistica, ma non hanno concesso la liberatoria per le riprese della propria vita privata, come nel caso di Federico Bernardeschi. Il calciatore toscano ha dichiarato in proposito: «Ho lasciato che mi riprendessero mentre giocavo, ma non ho voluto le telecamere nella mia vita privata. L’iniziativa sembrava interessante, ma alla fine credo che possa deviare dall’obiettivo di diventare calciatore».
La prima puntata andò in onda il 17 settembre 2012.
Visto il successo della prima stagione, ne fu approvata una seconda: i calciatori protagonisti rimasero gli stessi della stagione precedente, ad eccezione di Giacomo Ruggeri, ceduto in prestito a una squadra di Serie D.
Il programma seguì il girone di ritorno del campionato primavera 2012-2013 e le fasi conclusive del Torneo di Viareggio.

## I calciatori
- Leonardo Capezzi (stagioni 1-2), centrocampista. Dopo un prestito al Varese, nel 2015 passa al Crotone dove centra la promozione in Serie A. Rimarrà nella massima categoria venendo acquistato nel 2017 dalla Sampdoria che a sua volta lo presterà l'anno successivo all'Empoli, sempre in massima serie. Nel 2019 passa, sempre in prestito, in Spagna all'Albacete e l'anno dopo i blucerchiati lo cedono in Serie B alla Salernitana che nel 2021 viene promossa in Serie A e vi rimarrà fino a gennaio 2023, quando viene ceduto al Perugia in Serie B. Attualmente milita alla Carrarese, in Serie C.
- Lorenzo Di Curzio (stagioni 1-2), attaccante. Ha giocato nella Vibonese in Serie C, categoria che lo ha visto anche nelle file del Livorno, per poi scendere di categoria giocando perlopiù in Serie D con squadre come Avezzano, Astrea, Vis Artena e in eccellenza con Capistrello e Anzio. Attualmente milita nel Ladispoli, in eccellenza.
- Alan Empereur (stagioni 1-2), difensore. Dopo una lunga gavetta che lo visto militare in squadre come Ischia Isolaverde,Teramo e Foggia, nel 2019 ha conquistato la promozione in Serie A col Verona. Successivamente è tornato in Brasile dove ha vinto la Copa Libertadores con il Palmeiras per poi passare al Cuiabá, dove gioca tuttora.
- Roberto Franca Everton (stagioni 1-2), difensore. Nel 2013 è passato alle giovanili del Vasco da Gama, in Brasile, per poi ritirarsi dal calcio giocato.
- Alberto Rosa Gastaldo (stagioni 1-2), centrocampista. La Fiorentina lo cede in prestito alla primavera del Torino, per poi tornare in Toscana e passare in prestito prima all'Ischia Isolaverde e poi accasarsi in Croazia all'Istria, dopo aver fallito l'avventura nel calcio estero passa prima al Viareggio e poi all'AltoVicentino per poi rimanere nelle serie minori accasandosi nel 2022, dopo una parentesi prima al Messina e poi al Castrovillari, al Colorno. A fine stagione rimane svincolato
- Cedric Gondo (stagioni 1-2), attaccante. Nella stagione 2015-2016 ha giocato nella Ternana, in Serie B per poi passare in Grecia all'Asteras Tripolīs Dopo una breve parentesi in Serie C con il Teramo e un'ottima stagione al Rieti sempre in terza serie, torna in Serie B con la Salernitana, acquistato in comproprietà con la Lazio e con la quale centra la promozione in Serie A, segnando nel settembre del 2021 il suo primo gol in massima categoria.Nel gennaio del 2022 passa alla Cremonese contribuendo alla promozione dei grigi in Serie A, per poi in estate essere ceduto in prestito all'Ascoli in Serie B. La stagione successiva, sarà ceduto con la stessa formula alla Reggiana.
- Axel Gulin (stagioni 1-2), attaccante. Nel 2014 la Fiorentina lo presta alla Feralpisalò, per poi cederlo sempre in prestito al Pordenone, al Catania e al Campobasso. Scaduto il suo contratto con i gigliati, nella stagione 2017-2018 si è accasato Gozzano per poi passare all'Arconatese in Serie D per poi successivamente scendere di categoria. Attualmente milita in Promozione, nella squadra del PastorFrigo Stay.
- Luca Lezzerini (stagioni 1-2), portiere. Nella stagione 2017-2018 ha giocato nell'Avellino, in Serie B. Dopo il fallimento della società irpina è passato al Venezia, sempre in Serie B, conquistando la promozione in Serie A. Nella massima serie ha collezionato 6 presenze prima di retrocedere nuovamente con i lagunari per poi passare nell'estate del 2022 al Brescia, sempre in Serie B
- Saverio Madrigali (stagioni 1-2), difensore.Ha militato in varie squadre della Serie C: Pontedera,Arezzo,L.R. Vicenza e Cosenza. Dopo una parentesi con la Lucchese si è ritirato per problemi fisici per poi diventare un pasticcere
- Giacomo Ruggeri (stagione 1), difensore. Nel 2012 viene ceduto in prestito al Fiesole per poi passare prima all'Arezzo e poi essere girato in prestito sempre in Serie D prima allo Scandicci, poi alla Fortis Juventus e infine allo Spoleto. A causa dei tanti infortuni si ritira nel 2017 per studiare e, successivamente, laurearsi in scienze infermieristiche
- Andy Bangu (stagioni 1-2), centrocampista. Dopo aver completato la trafila delle giovanili viola, nel 2016 viene ceduto in prestito alla Reggina e nelle seguenti sessioni di mercato sarà sempre ceduto con la stessa formula in varie squadre di Serie C: L.R. Vicenza, Matera e Bisceglie. Nel 2020 scade il suo contratto con la Fiorentina e si accasa al Gubbio, per poi scendere di categoria e trasferirsi, dopo due stagioni in Serie D, all'Ardor Lazate.
- Leonardo Costanzo (stagioni 1-2), centrocampista. Nel 2014 scade il suo contratto con la società gigliata e si trasferisce al Melfi, da lì intraprenderà una carriera perlopiù in Serie D con squadre come Gavorrano,Sangiovannese,Sansepolcro e Tuttocuoio. Successivamente scenderà di categoria stabilendosi nel 2021 in Promozione con l'Atletico Maremma, a fine stagione rimane svincolato.